# Кућа трговца Милорада Васића у Нишу
Кућа трговца Милорада Васића у Нишу је подигнута 1927. године и представља заштићено непокретно културно добро као споменик културе.

## Архитектура
Уграђена између стамбене вишеспратнице са десне и Тржног центра Форум са леве стране палата трговца Милорада Васића и данас, деведест година од изградње, доминира Обреновићевом улицом својом елеганцијом и богатим архитектонским изразом. У време када је подигнута, двоспратна здања била су реткост и показивала су финансијску и политичку моћ власника.
Кућа са великим продајним простором у приземљу, изграђена је по пројекту арх. Јулијана Ђупона, руског избеглице, који се после Октобарске револуције, већ 1918. године доселио у Ниш. Зграда је уједно и један од првих пројеката архитекте.
У основи је издуженог правоугаоног облика унутар грађевинског блока, са продајном површином у приземљу, са по једним четворособним станом на сваком спрату и са пространим поткровљем.
Кућа је грађена пројектована у духу академизма и електицизма. Улична фасада објекта, читавом површином, решена је сасвим једноставно. Карактеристична су узана улазна врата, са наглашеном порталном пластиком и на оба спрата по један балкон. Са неокласичним пиластрима и баластрудама, ова мала композиција узаног фронта, у коначном резултату, делује врло складно, богато, али ипак са мером. Портали локала у приземљу, нису сачуувани у оригиналном облику.
У поткровљу је назначен и вешто истурен мансардни простор. Мансарда је реконструисана 1974. године.

## Зграда данас
Зграда је данас у приземљу, пословни простор Туристичке организације Ниша и Канцеларије за младе. На првом спрату су канцеларије Регионалне развојне агенције Југ, на другом спрату Медија центра Ниш. У поткровљу зграде налази се канцеларија програма Покрени се за будућност.

## Споменик културе
Године 1973. ова зграда је прва у улици проглашена спомеником културе и стављена под заштиту државе.